# Nicola Porpora
Nicola Antonio Giacinto Porpora (Nápoles, 17 de agosto de 1686 — Nápoles, 3 de março de 1768) foi um compositor italiano de óperas do barroco e professor de canto, tendo como estudantes mais famosos Farinelli e Haydn.
Foi um dos principais professores de canto italianos no século XVIII e compositor notável de óperas de estilo lírico napolitano. Porpora compôs 45 óperas que foram levadas à cena nos principais centros musicais da Europa, colaborou regularmente com o mais famoso libretista da história da ópera, foi professor de música nos mais prestigiados conservatórios da Itália, formou alguns dos mais célebres cantores do seu tempo e foi Kapellmeister (mestre de capela) da opulenta corte de Dresden, mas acabou por falecer na pobreza.

## Obras

### Óperas
- Basilio, re di Oriente
- Berenice
- Calcante ed Achille 1740- 1760
- Flavio Anicio Olibrio (Roma, 1722)
- Faramondo
- Eumene
- L'Imeneo
- Issipile
- Adelaide (Roma, 1723)
- Siface (Milão,1725)
- Imeneo in Atene
- Meride e Selinunte
- Semiramide riconosciuta (Veneza, 1729)
- Ermenegilda
- Tamerlano
- Alessandro nelle Indie
- Annibale
- Germanico in Germania (Roma, 1732)
- Mitridate
- Ferdinando
- Lucio Papirio (Veneza, 1737)
- Rosdale
- Temistocle
- Le nozze di Ercole ed Ebe
- Il trionfo di Camilla
- Statira
- Polifemo
- Ifigenia in Aulide
- Rosmene
- Partenope
- Didone
- Agrippina
- Angelica e Medoro
- Gli orti Esperidi

### Oratórios
- Gedeone
- Il martirio di Santa Eugenia
- I martìri di San Giovanni Nepomuceno
- Il verbo incarnato
- Davide
- Il trionfo della divina giustizia

### Música instrumental
- 6 sinfonias, câmara 3, op. 2 (1736, Londres)
- 6 Sonatas para dois violinos, dois violoncelos e baixo contínuo (cravo) (1745, Londres)
- 12 sonatas para violino e contrabaixo (1754, Viena)
- Overture Roiale para orquestra (1763)
- Concerto em Sol Maior para Violoncelo e Cordas
- Concerto para Flauta e Cordas
- Sonata em Fá Maior para violoncelo e baixo contínuo
- 2 fugas para cravo